# هیلیارد (آلاباما)
هیلیارد (به انگلیسی: Hilliard) یک منطقهٔ مسکونی در ایالات متحده آمریکا است که در شهرستان واکر، آلاباما واقع شده‌است. هیلیارد ۱۰۶٫۹۹ متر بالاتر از سطح دریا واقع شده‌است.